# Franz von Pocci
Franz (Graf) von Pocci, född 7 mars 1807 i München, död 5 juli 1876 i samma stad. Tysk konstnär, satirtecknare, musiker och skriftställare. Studerade juridik efter att ha gått en klassiskt adlig utbildning. Känd för sin fräna satir, bland annat den tecknade serien Der Staatshämorrhiodarius, Statshemmorojdarien.

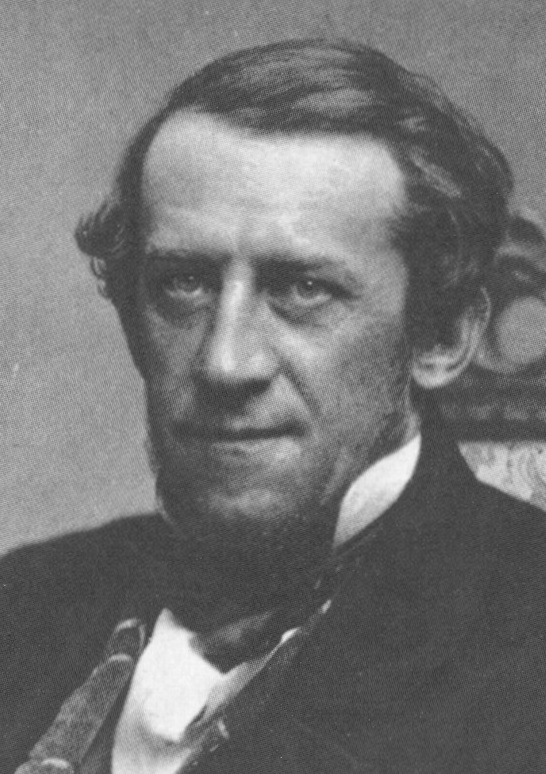
Franz Graf von Pocci, foto av Franz Hanfstaengl, 1857 Signatur
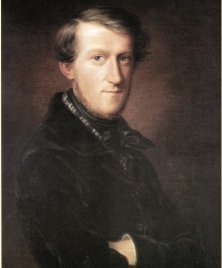
Franz Graf von Pocci